# IC 1914
IC 1914 је спирална галаксија у сазвјежђу Часовник која се налази на листи објеката дубоког неба у Индекс каталогу.
Деклинација објекта је - 49° 35' 57" а ректасцензија 3h 19m 25,1s. Привидна величина (магнитуда) објекта IC 1914 износи 12,6 а фотографска магнитуда 13,3. Налази се на удаљености од 18,398 милиона парсека од Сунца. IC 1914 је још познат и под ознакама ESO 200-3, IRAS 03179-4946, PGC 12390.